# Готье, Жак
Жак Арман Готье — американский зоолог и палеонтолог позвоночных. Является одним из основателей кладистики в палеонтологии.
Готье изучал зоологию в государственном университете Сан-Диего со степенью бакалавра в 1973 году и степенью магистра в 1980 году (по систематике Anguimorpha) и получил докторскую степень по палеонтологии в Университете Калифорнии в Беркли в 1984 году. В своей диссертации он предпринял кладистический анализ диапсид. Он является профессором геологии и эволюционной биологии в Йельском университете и Музее естественной истории Пибоди как куратор зоологии и палеонтологии позвоночных.
В 1986 году он ввёл Ornithodira, выступая за монофилию динозавров и за происхождение птиц от теропод. Это было также началом новой кладистической системы динозавров и рептилий. Дальнейшая работа касалась кладистической системы амниот, в том числе чешуйчатых и других лепидозавроморф.

## Публикации
- Herausgeber mit L.F. Gall: New Perspectives on the Origin and Early Evolution of Birds: Proceeding of the International Symposium in Honor of John H. Ostrom; New Haven 1999, Peabody Museum of Natural History, Special Publications 2001
- в соавторстве с T. Rowe Ceratosauria, in Weishampel, Dodson, Osmólska The Dinosaurs, University of California Press 1990
- в соавторстве с  M. Donoghue, J. Doyle, A. Kluge, T. Rowe The importance of fossils in phylogeny reconstruction, Annual Review of Ecology and Systematics 20, 1989, S. 431–460.
- в соавторстве с K. de Queiroz Phylogeny as a central principle in taxonomy: Phylogenetic definitions of taxon names, Systematic Zoology 39, 1990, S. 307–322